# Allocentrotus fragilis
Allocentrotus fragilis är en sjöborreart som först beskrevs av Jackson 1912.  Allocentrotus fragilis ingår i släktet Allocentrotus och familjen tistelsjöborrar. Inga underarter finns listade i Catalogue of Life.